# عين العفريت
قلقل رجائي أو بروس (الاسم العلمي:Abrus precatorius) هو نوع من النباتات يتبع جنس القلقل من الفصيلة البقولية.

## الأسماء الأخرى
عَيْن العِفْرِيت وعين الجن وعين الديك وعصبة السوس والشلجم وحبة العروس والعفروس والششم الأحمر.

## الوصف النباتي

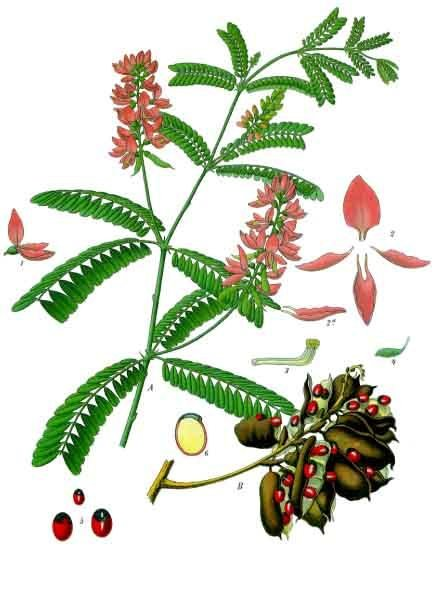
عين العفريت

نبات متعرّش، يصل ارتفاعه 50 م، أي أنه يمكنه أن يبلغ قمة الأشجار العالية.
أوراقه متعاقبة مركّبة من 8 إلى 17 زوج وريقات غشائية مستطيلة. زهوره
وردية إلى قرمزية يبلغ طولها من 2 إلى 7 سم. ثماره عبارة عن سُنُف (أي علب بذور).
تحوي من 3 إلى 7 بذرات صلبة جدا، لونها أحمر فاقع لمّاعة بها بقعة سوداء، وهي
سامة جدا تسبب الموت إن مضغت وبلعت.
تتأصل تسمية هذا النبات بعين العفريت من لون البذور الحمراء اللماعة بها بقعة سوداء
كأنها عين عفريت.

## الإنتشار
الموطن الأصلي لنبات عين العفريت هو أندونيسيا، غير أنه يكثر اليوم أيضا في معظم المناطق الاستوائية كأمريكا الجنوبية وفلوريدا وهاواي، مدغشقر، كاليدونيا الجديدة، سورينام وجنوب السعودية.

## تأثيرات وأضرار النبات

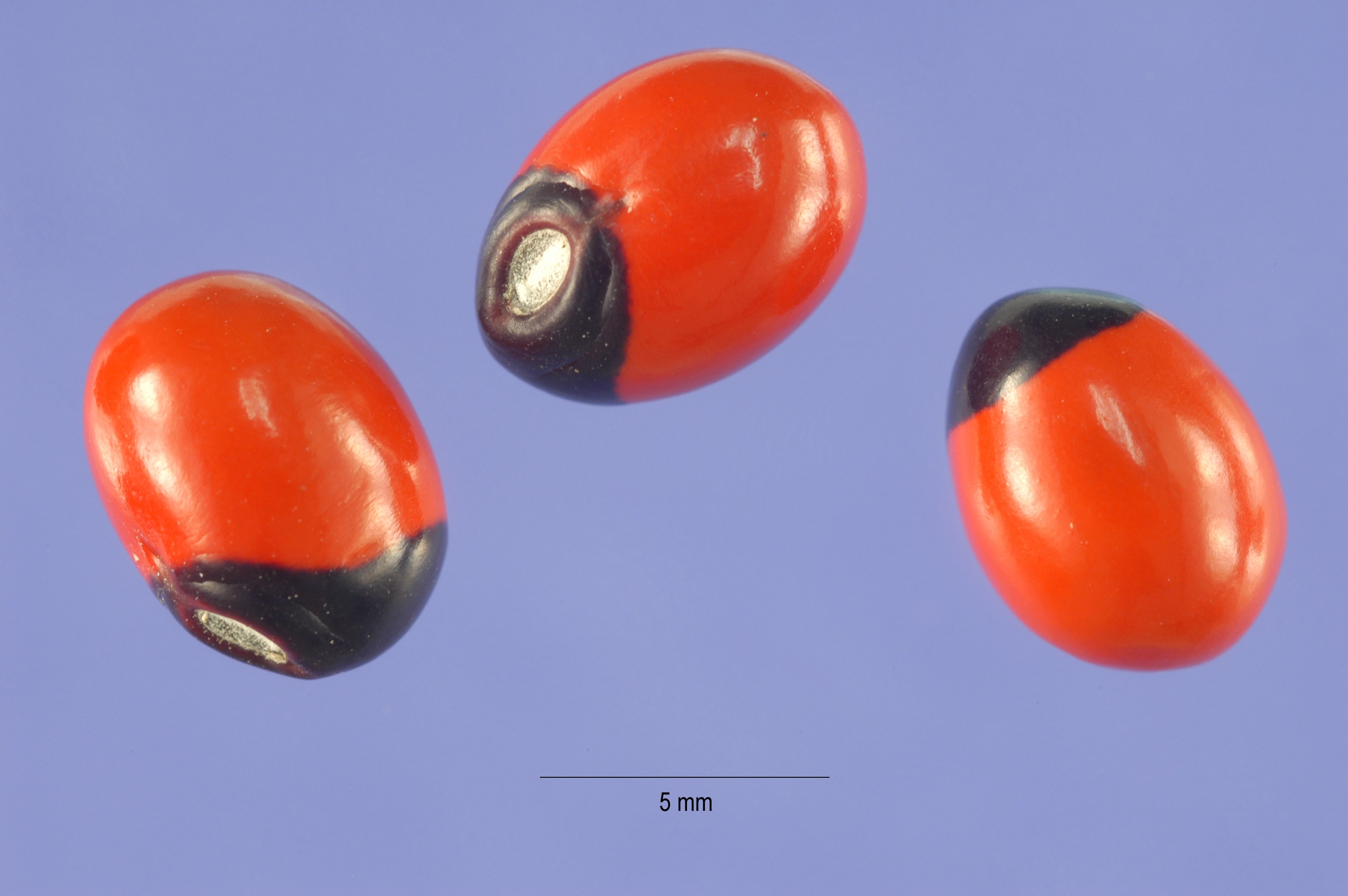
بذور عين العفريت

- ما هي التأثيرات التي تسببها بذور عين الديك؟

إذا ابتلعت البذور دون مضع فانها تمر من المعدة والامعاء وتخرج مع البراز دون أن يحدث لها أي شيء ولا تسبب أي تأثير. لكنها إذا مضغت أو إذا كسرت وبلعت فانها تسبب تأثيرات خطيرة حيث تتحرر المركبات السامة مثل مركب اللكتين والابرين والتي تسبب تخثر كريات الدم الحمراء وتسبب دوخة وقيئا واسهالا وآلاما مبرحة في المعدة وتوسع حدقة العين وتقرحات وادماء في الفم والقناة الهضمية كما تفقد الامعاء وظيفتها ويحدث تلف في الكبد وفي الحالات الشديدة يحدث تشنج قوي للجسم ثم حالة اغماء يعقب ذلك الوفاة.
ان هذه البذور حسب التأثيرات المذكورة تعتبر من اخطر المواد على صحة الإنسان، والتعامل معها حتى من قبل المختصين يكون عادة بحذر. هنالك استخدام روحاني لهذه البذور إذ انها تستخدم في البخور لتعطيل عمل السحر والعين والمس.

## في التراث الشعبي
ومن التراث الشعبي عند الأطفال في مصر، أنك إذا وضعت عين العفريت في نفس المكان الذي به (البلي) فإن عدده سوف يزيد في اليوم التالي.